# Arzobispo Chacón
Arzobispo Chacón is een gemeente in de Venezolaanse staat Mérida. De gemeente telt 15.900 inwoners. De hoofdplaats is Canaguá.